# Magnas
Magnas település Franciaországban, Gers megyében. Lakosainak száma 58 fő (2022. január 1.). Magnas Castelnau-d'Arbieu, Lectoure és Saint-Clar községekkel határos.

## Népesség
A település népességének változása:
| Lakosok száma | 71   | 40   | 61   | 63   | 76   | 67   | 59   | 60   | 60   | 58   |
|               | 1968 | 1982 | 1990 | 2006 | 2013 | 2015 | 2017 | 2019 | 2020 | 2022 |